# Bezbarwna Coca-Cola
Bezbarwna Coca-Cola (ros. Бесцветная кока-кола, trb. Biescwietnaja koka-koła) – przezroczysty wariant Coca-Coli produkowany w latach 40. XX wieku na zlecenie marszałka Związku Radzieckiego, Gieorgija Żukowa. 
Żukow miał się zaznajomić i polubić Coca-Colę po II wojnie światowej, w trakcie negocjacji na temat podziału Niemiec na strefy okupacyjne, dzięki kontaktom z Dwightem D. Eisenhowerem, który sam był fanem tego napoju. Ponieważ w Związku Radzieckim Coca-Colę uważano za symbol amerykańskiego imperializmu, Żukow nie chciał być widywany z charakterystyczną dla amerykańskiego napoju butelką. Według dziennikarza Toma Standage’a, bez potwierdzenia w innych źródłach, Żukow zapytał, czy Coca-Colę można wyprodukować i zapakować tak, aby przypominała wódkę. Specjalnie dla niego partie bezbarwnej wersji Coca-Coli były rozlewane do prostych, przezroczystych szklanych butelek z białą zakrętką i czerwoną gwiazdą pośrodku.
Wyrazem wdzięczności za ową przysługę było złagodzenie dla Coca-Cola Company przepisów celnych, wprowadzonych wówczas przez radzieckie władze okupacyjne w Austrii.